# Sindet Lami
Sindet Lami is een bestuurslaag in het regentschap Probolinggo van de provincie Oost-Java, Indonesië. Sindet Lami telt 3609 inwoners (volkstelling 2010).